# Нерелігійність у Азербайджані
Нерелігійність в Азербайджані може оцінюватися по різному відповідно до різних переписів та опитувань.  Хоча іслам є релігією переважної більшості населення в Азербайджані, релігійна приналежність в цій країні є номінальною, а частка практикуючих мусульман у населенні є значно нижчою. Кількість атеїстів чи агностиків в Азербайджані складно визначити кількісно, оскільки вони офіційно не враховуються в переписі країни.  Азербайджан є найбільш світською державою в мусульманському світі.

## Дослідження та статистика
Згідно з дослідженням, проведеним "Центром дослідження ресурсів Кавказу", в 2010 році було опитано близько 2000 людей, з яких 28% відповіли, що релігія є "надзвичайно важливою" частиною їхнього життя. Через два роки опитування було проведено знову, але було опитано лише близько 1800 людей, з яких 33% повідомили, що релігія є надзвичайно важливою частиною їхнього життя. Крім того, ще 44% заявили, що релігія є "досить важливою" частиною їх повсякденного життя. Решта 23% заявили, що релігія є відносно важливою або зовсім незначною частиною їхнього повсякденного життя. Незважаючи на те, що 77% респондентів відзначили, що релігія є надзвичайно важливою або досить важливою частиною їхнього життя, лише 2% з них відвідують богослужіння щодня, 3% раз на тиждень і більше, двадцять відсотків зрідка постяться і половина ніколи за вищепереліченого не дотримується.

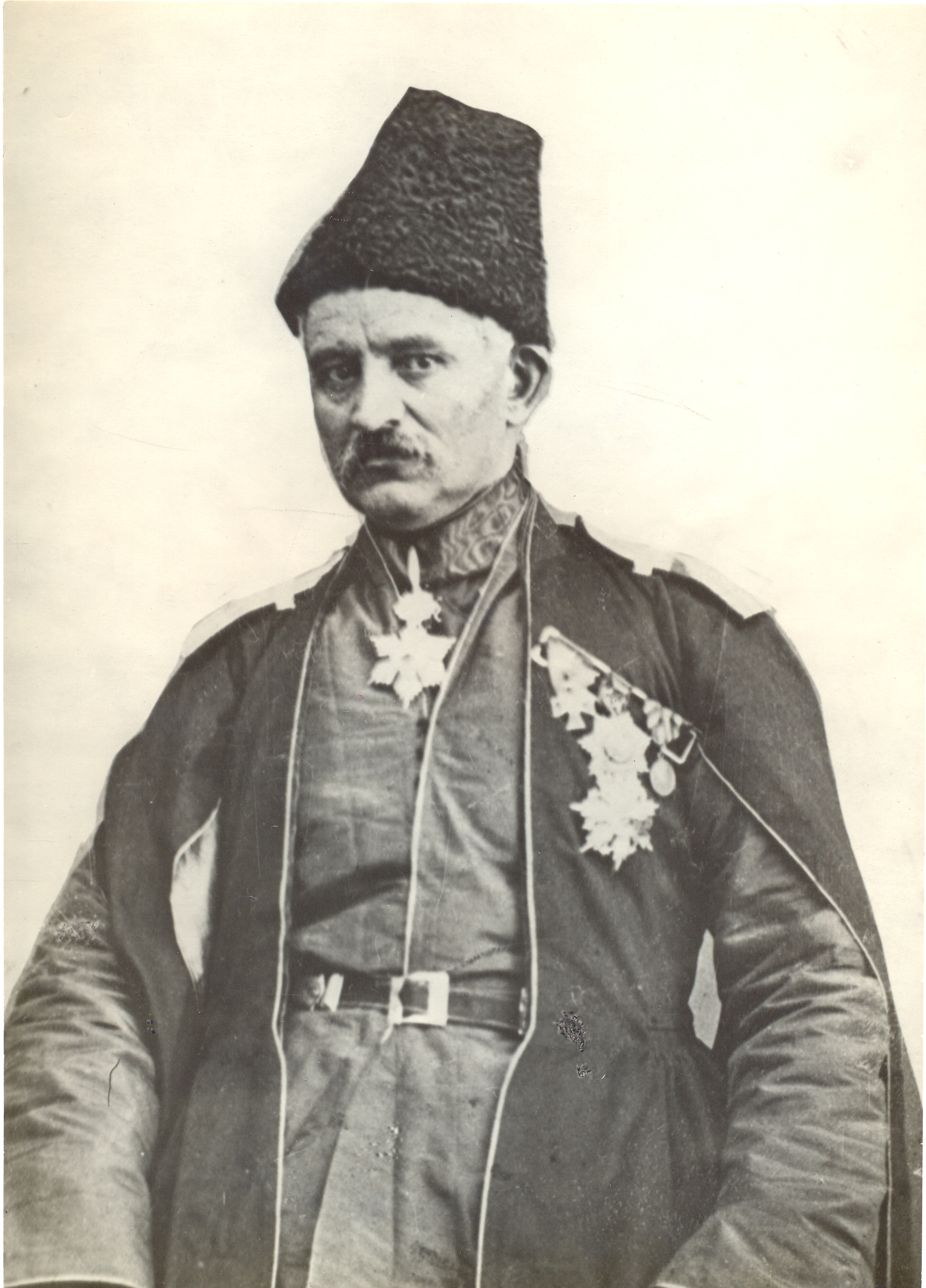
Мірза Фаталі Ахундов, азербайджанський модерніст 19 століття, батько атеїстичного руху в Азербайджані.

Згідно з недавнім опитуванням Інституту Ґеллапа, Азербайджан є однією з найбільш нерелігійних країн у мусульманському світі, де близько 53% респондентів вказують що релігія в їхньому житті є або мало важливою, або взагалі не важливою. Це ж опитування свідчить, що лише 20% респондентів відвідували богослужіння.  Gallup International зазначила, що лише 34% азербайджанців дотримуються релігійних практик, і визначила Азербайджан 13-ю найменш релігійною країною світу згідно даних, зібраних в 2005, 2008 і 2015 рр. 
У 2012 році в рамках Огляду цінностей світу було проведено порівняльний аналіз країн щодо важливості релігії у житті людей. Опитування проводилось за шкалою від нуля до одиниці, де нульова оцінка означала, що релігія "зовсім не важлива", а одиниця означала, що релігія є "надзвичайно важлива". За результатами цього опитування, індекс Азербайджану становив 0,52, що відповідало 33-му місцю поміж 80 країн-учасниць.
Згідно опитування населення Азербайджану оприлюдненого в  журналі "The Caucasus & Globalization", релігійними були 62,7%, а дуже релігійними - 6,4%. 10,6% респондентів сказали, що їм важко відповісти. Опитування також містило питання про важливість релігії у повсякденному житті, на що респонденти відповіли так: для 11% вона відігравала дуже важливу роль, для 25,7% - важливу роль, для 41% - помірну, для інших вона або грала незначну роль або взагалі не грала жодної ролі.
У 2005 році було проведено інше опитування, яке показало, що 87% населення 12 районів Азербайджану вважали себе релігійними, тоді як близько 10% вважали, що вони є радше релігійними аніж атеїстами, і лише 1% відповіли, що вони є атеїстами.
Згідно соціологічного дослідження дослідницького центру Pew 99,4% населення контрольованої Азербайджаном території становили мусульмани. Цей же дослідницький центр повідомив у 2010 р., що 96,9% населення були мусульманами, і менше 1% людей не вважають себе приналежними до котроїсь з релігій.
За даними Crabtree, Pelham (2009), Азербайджан входить до списку 11 найменш релігійних країн світу, де лише 21% людей заявляють, що релігія є важливою частиною їхнього життя.

## 20 століття
У 1920 р. Азербайджанська Демократична Республіка припинила існування і в 1923 р. стала частиною СРСР . Оскільки в СРСР атеїзм був важливою частиною державної ідеології, Азербайджан також зазнав впливу влади щодо релігії. На той час мечеті руйнувались - таким чином, до 1933 року функціонували лише 33 мечеті. У 1967 році був створений Музей історії атеїзму, який після розпаду СРСР був перейменований в Державний музей історії релігії.
Населенню Азербайджану через переслідування та загрозу життя довелося приховувати свої релігійні погляди. Це "розсудливе приховування віри" дозволено в Корані і є лише тимчасовим і формальним запереченням віри. Однак період тимчасового заперечення віри тривав з 1922 р. до 1991 р., коли Азербайджан відновив свою незалежність. Майже 70 років примусової відмови від віри зіграли роль у подальшому сприйнятті релігійності з боку населення.